# Lavandula pinnata
Lavandula pinnata é uma espécie de planta com flor pertencente à família Lamiaceae. 
A autoridade científica da espécie é L.f., tendo sido publicada em Diss. Lav. 55.

## Portugal
Trata-se de uma espécie presente no território português, nomeadamente no Arquipélago da Madeira.
Em termos de naturalidade é endémica da Região Macaronésia.

## Protecção
Não se encontra protegida por legislação portuguesa ou da Comunidade Europeia.